# Festuca goloskokovii
Festuca goloskokovii är en gräsart som beskrevs av Evgenii Borisovich Alexeev. Festuca goloskokovii ingår i släktet svinglar, och familjen gräs. Inga underarter finns listade i Catalogue of Life.